# 아파트를 갖고 싶은 여자
아파트를 갖고 싶은 여자는 1970년 공개된 대한민국의 영화이다.

## 배역
- 신성일
- 윤정희
- 김희갑
- 허장강
- 윤소라
- 여운계
- 오지명
- 백일섭
- 트위스트 김
- 이철
- 김상순
- 조덕성
- 장인한
- 추봉